# Feuilleea vestita
Feuilleea vestita là một loài thực vật có hoa trong họ Cucurbitaceae. Loài này được (Benth.) Kuntze mô tả khoa học lần đầu tiên vào năm 1891.